# Recek
Recek je priimek več znanih Slovencev:
- Gorazd Recek (1981-), judoist
- Štefan Recek, rimskokatoliški duhovnik